# Архітектурний комплекс «Отаманське подвір'я»
Атаманское подвір'я (рос. Архитектурный комплекс «Атаманское подворье»)  — архітектурний комплекс, куди входять маєток отаманів Єфремових і Донська домова церква Єфремових.

## Опис
Першим елементом архітектурного комплексу є отаманський палац, збудований за прикладом палаців багатих людей Підмосков'я. Це споруда у два поверхи була зведена в 1750-х роках, на плані станиці Черкаська 1740 року маєток відсутній, але на мапі 1759 року вже є план цієї будівлі, і вона відзначена, як новобудова пана таємного радника Данила Єфремова. Будівництво палацу остаточно було завершено у 1761 році, і тоді ж його освятили разом з домовою церквою на честь Донської Божої Матері. Спочатку другий поверх був з дерева. В 1845 році палац постраждав від пожежі, після чого його поновили в камені, надавши його зовнішньому вигляду елементи класичного стилю. Всього в палаці 21 кімнати, сумарна площа становить 1000 м².
Поряд з атаманським палацом знаходиться Донська домова церква Єфремових (1756-1761 роки). Храм зведений за принципом «восьмерик на четверику», який у петривський час був популярний в Росії, зокрема в сільській місцевості. В XIX столітті прибудували межі Миколи Чудотворця і Данила Стовпника, дзвіницю об'єднали з церквою. У храмі знаходився іконостас. Найбільший з восьми дзвонів важив понад 2,5 тонн. За вівтарем храму розташовувалося родинне кладовище Єфремових. Там похована і отаманша Меланія Карпівна, козаки стверджують, що саме їй зобов'язана своїм походженням приказка «Наготовлено, як на Меланьїне весілля».
У південно-західній частині комплексу, у колишній отаманській кухні, зведеної у 1770-х роках, знаходиться виставка «Козаки-некрасівці — нащадки учасників Булавінського повстання».